# Grapsoidea
Grapsoidea is een superfamilie van krabben. 

## Systematiek
De Grapsoidea omvat volgende families:
- Gecarcinidae  MacLeay, 1838
- Glyptograpsidae  Schubart, Cuesta & Felder, 2002
- Grapsidae  MacLeay, 1838
- Percnidae Števčić, 2005
- Plagusiidae  Dana, 1851
- Sesarmidae  Dana, 1851
- Varunidae  H. Milne Edwards, 1853
- Xenograpsidae N.K. Ng, Davie, Schubart & Ng, 2007

Drie fossiele geslachten werden (nog) niet aan een familie toegewezen:
- Daragrapsus  †  Müller & Collins, 1991
- Daranyia  †  Lőrenthey, 1901
- Pseudodaranyia  †  Tessier, Beschin, Busulini & De Angeli, 1999